# 时代商报
《时代商报》是位于沈阳的一份商业报刊，于1999年8月8日创立，隶属于辽宁日报传媒集团。2016年8月31日，报纸宣布休刊。

## 历史
《时代商报》前身为《中华第三产业报》，原隶属于新华社辽宁分社。2005年7月，“商报”并入辽宁日报传媒集团旗下。